# Dumisani Mpofu
Dumisani Mpofu (ur. 20 grudnia 1973) – zimbabwejski piłkarz grający na pozycji obrońcy.

## Kariera klubowa
Karierę piłkarską Mpofu rozpoczął w klubie Rufaro Rovers. W 1995 roku zadebiutował w jego barwach w zimbabwejskiej Premier League. W 1997 roku odszedł do Blackpool FC, a w 1999 roku został piłkarzem CAPS United. Jesienią 2001 roku przeszedł z CAPS United do południowoafrykańskiego Bush Bucks FC z miasta Umtata. W latach 2001–2006 grał w nim w Premier Soccer League, jednak w 2006 roku spadł z Bush Bucks do Mvela League. Po tym wydarzeniu odszedł do Western Province United.

## Kariera reprezentacyjna
W reprezentacji Zimbabwe Mpofu zadebiutował w 1996 roku. W 2004 roku w Pucharze Narodów Afryki 2004 rozegrał 3 mecze: z Egiptem (1:2), z Kamerunem (3:5 i gol w 90. minucie) oraz z Algierią (2:1). Od 1996 do 2005 wystąpił w kadrze narodowej 52 razy.